# Malab madinat al-Malik Abd Allah ar-rijadijja
Malab madinat al-Malik Abd Allah ar-rijadijja – wielofunkcyjny stadion o pojemności 25 000 widzów znajdujący się w Burajdzie. Został otwarty w 1983 roku. Swoje mecze rozgrywają na nim Al Taawoun FC i Al Raed FC. Stadion wyróżnia się wśród większości stadionów w Arabii Saudyjskiej tym, że boisko z bieżnią jest oddzielone od widowni głęboką fosą.